# Festa del Patrocinio di Alcamo
La Festa del Patrocinio di Alcamo, che si tiene fin dal 1880, fa parte della tradizione degli altari e delle tavole di San Giuseppe; è una manifestazione religiosa e pubblica caratterizzata dal banchetto, preparato dalla Congregazione appartenente alla Chiesa della Sacra Famiglia, che viene offerto ai tre Santi, e che fino a qualche decennio fa si estendeva anche ai poveri della città.
Quello di Alcamo è l’unico esempio di festa di “u Patruciniu” in Italia.  

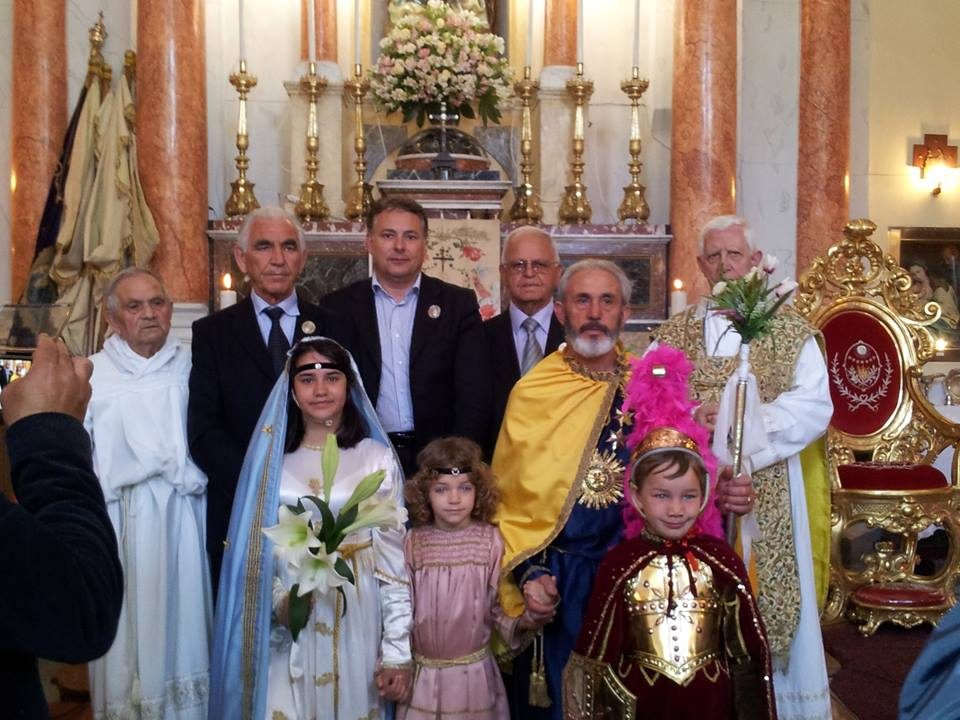
La Sacra Famiglia e San Michele Arcangelo

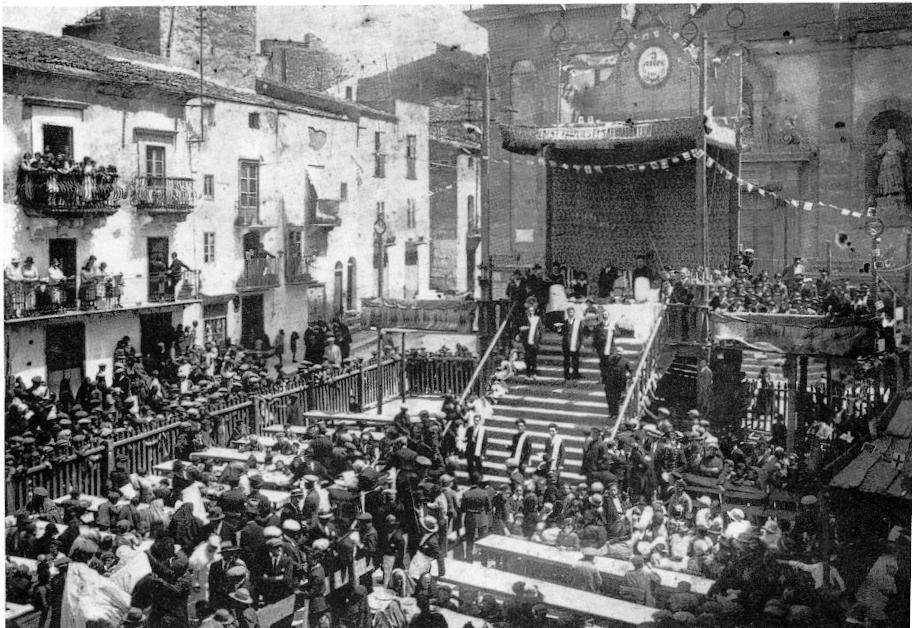
Vecchia foto del Patrocinio

## Storia
Papa Pio IX nel 1847 estese a tutta la Chiesa Cattolica la festività del Patrocinio di san Giuseppe, già celebrata a Roma dal 1478: fu fissata la terza domenica dopo Pasqua e poi trasportata al terzo mercoledì dopo Pasqua.
Più tardi, nel 1956 papa Pio XII la sostituì con la festa di san Giuseppe Artigiano (1º maggio), affinché la festa del lavoro fosse pure condivisa dai lavoratori cattolici.
Per ottenere l'indulgenza di sette anni e sette quarantene, concessa da Papa Pio VII a coloro che offrivano da mangiare, in onore di San Giuseppe, a tre poveri, ogni mercoledì i devoti alcamesi invitavano a casa un povero, vestito come San Giuseppe.
Qualche decennio fa, in Sicilia, esisteva ancora l’uso di preparare gli altari e le mense davanti alla propria casa, oppure sulla via, in cortili o piazze.

### Festa
Nella terza domenica di Pasqua, a partire da fine Ottocento, la Congregazione della Sacra Famiglia di Alcamo preparava un pranzo per i poveri, prima davanti all'edicola della Sacra Famiglia in via Porta Stella e poi in Piazza Ciullo.
Fino agli anni venti del secolo scorso, in fondo al palco era disposta una tela rossa con un pannello portante la scritta Ite ad Joseph! (andate da Giuseppe), che ricorda le parole dette dal Faraone agli Egiziani durante la carestia, sostituita poi da una grande tela realizzata da Giuseppe Nasta, che rappresenta Giuseppe il Giusto (il figlio minore di Giacobbe, venduto dai suoi fratelli) che apre i granai al popolo e che si presenta come san Giuseppe e la sua Provvidenza.
Parte della piazza viene chiusa da un recinto: una volta qui c'erano disposte diverse file di tavole dove sedevano i poveri della città, di solito almeno 300 (a volte anche di più) con una scodella, un piatto o una gavetta portata da casa, un bicchiere e una posata. I poveri consumavano il pranzo, servito dai membri della Congregazione, e portavano a casa quanto non riuscivano a mangiare.
I Santi, vestiti con gli abiti tradizionali, rappresentano la Sacra Famiglia (composta da San Giuseppe, la Madonna e Gesù Bambino); San Giuseppe (con in mano un bastone e un mazzo di fiori in cima ad esso) è impersonato da un vecchietto con la barba bianca, con indosso una tunica azzurra e un manto giallo (con sul petto una splendida catena d'argento che sostiene l'emblema di S. Giuseppe: "spighe, sole e luna", scolpito in argento) e con i calzari.
A rappresentare la Madonna veniva scelta una ragazza bionda di 10-12 anni, biancovestita, con un mantello celeste e una striscia di velluto nero decorato in oro alle tempie. Gesù era un bambino biondo con i riccioli, di 5-6 anni, con indosso un vestito arancione e un cordone ai fianchi.
Attorno ai tre Santi c'era un gruppo di bambini vestiti da angioletti: in mezzo ad essi un altro ragazzino (con elmo, corazza scudo e spada), che raffigurava l'Arcangelo Michele.
Oggi, i Santi assistono alla santa Messa nella Chiesa della Sacra Famiglia, poi fanno visita alle case di coloro i quali raffigurano i santi. Anticamente visitavano anche i monasteri.
Alle ore 11 circa, la Sacra Famiglia, assieme a San Michele Arcangelo, scende lungo il corso 6 Aprile, dove verso mezzogiorno vengono fatti salire su un grande palco dove viene loro servito il pranzo, formato da parecchie pietanze.
Anticamente erano dei sacerdoti (con dei grembiuli bianchi legati alla vita) che servivano il banchetto, oggi sono invece 12 congregati che, in diversi gruppi, si alternano nei vari compiti: tre di essi servono il pranzo ai Santi e gli altri, a turno, portano le pietanze già disposte nei piatti.
Fino agli anni '50, sui fianchi della scala stavano dei bambini vestiti da angioletti, con abiti azzurri o bianchi e corpetto di velluto scuro, con catenine o oggetti d'oro cuciti addosso e le ali in organza.
I cittadini presenti in piazza assistono all'evento, mentre la banda musicale allieta il pranzo suonando delle marce; alla fine della manifestazione, vengono distribuiti i “cucciddati” (panini) benedetti. La sera alle ore 18 viene celebrata la Santa Messa, l'adorazione eucaristica, i vespri solenni, la processione e benedizione eucaristica. Il lunedì pomeriggio, infine, c'è la distribuzione dei pacchi alimentari alle famiglie povere.